# Chiesa di Santa Maria (Sanzeno)
La chiesa di Santa Maria è una chiesa sussidiaria di Sanzeno in Trentino. L'edificio risale forse all'XI secolo.

## Storia

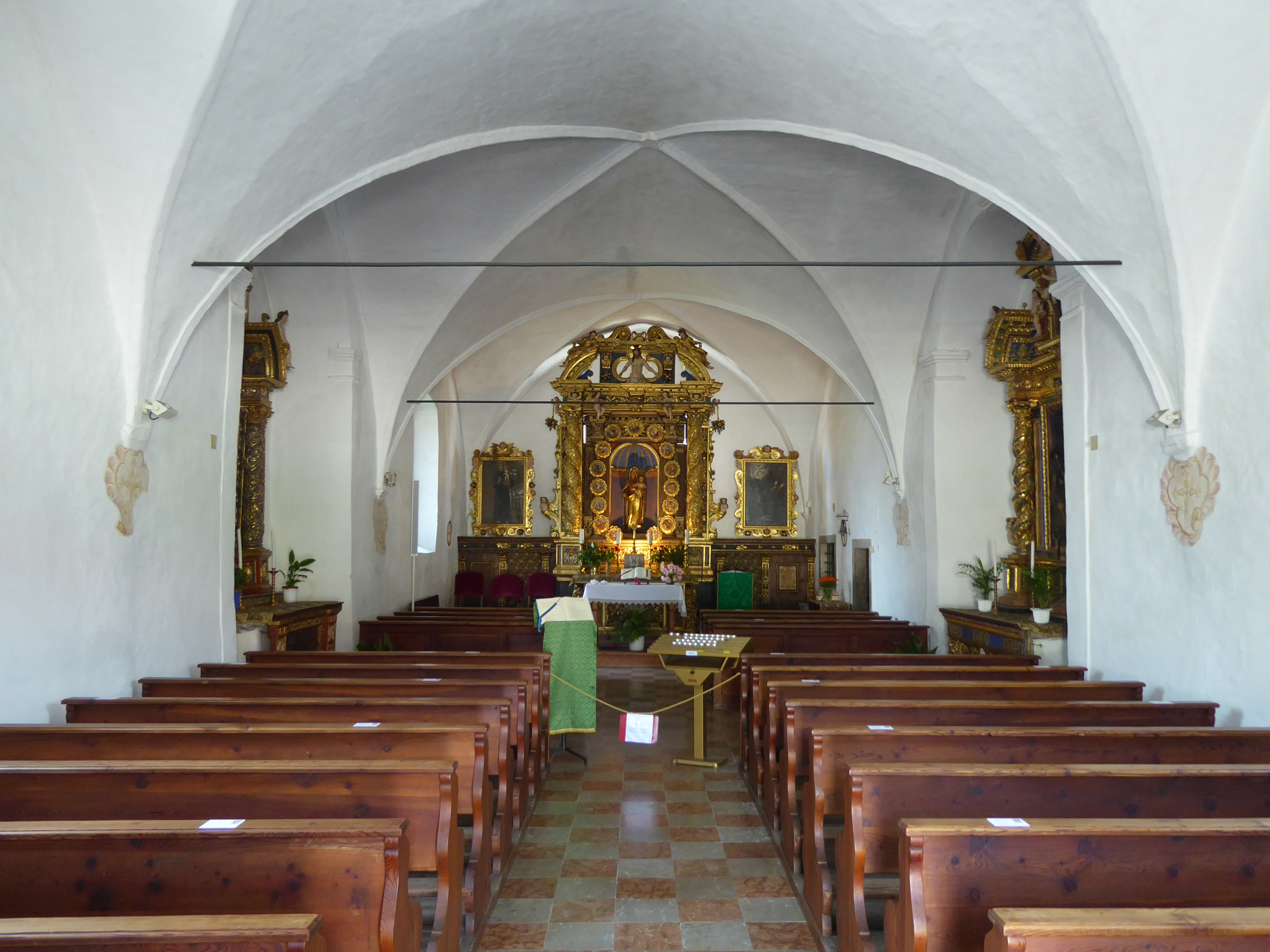
Interno

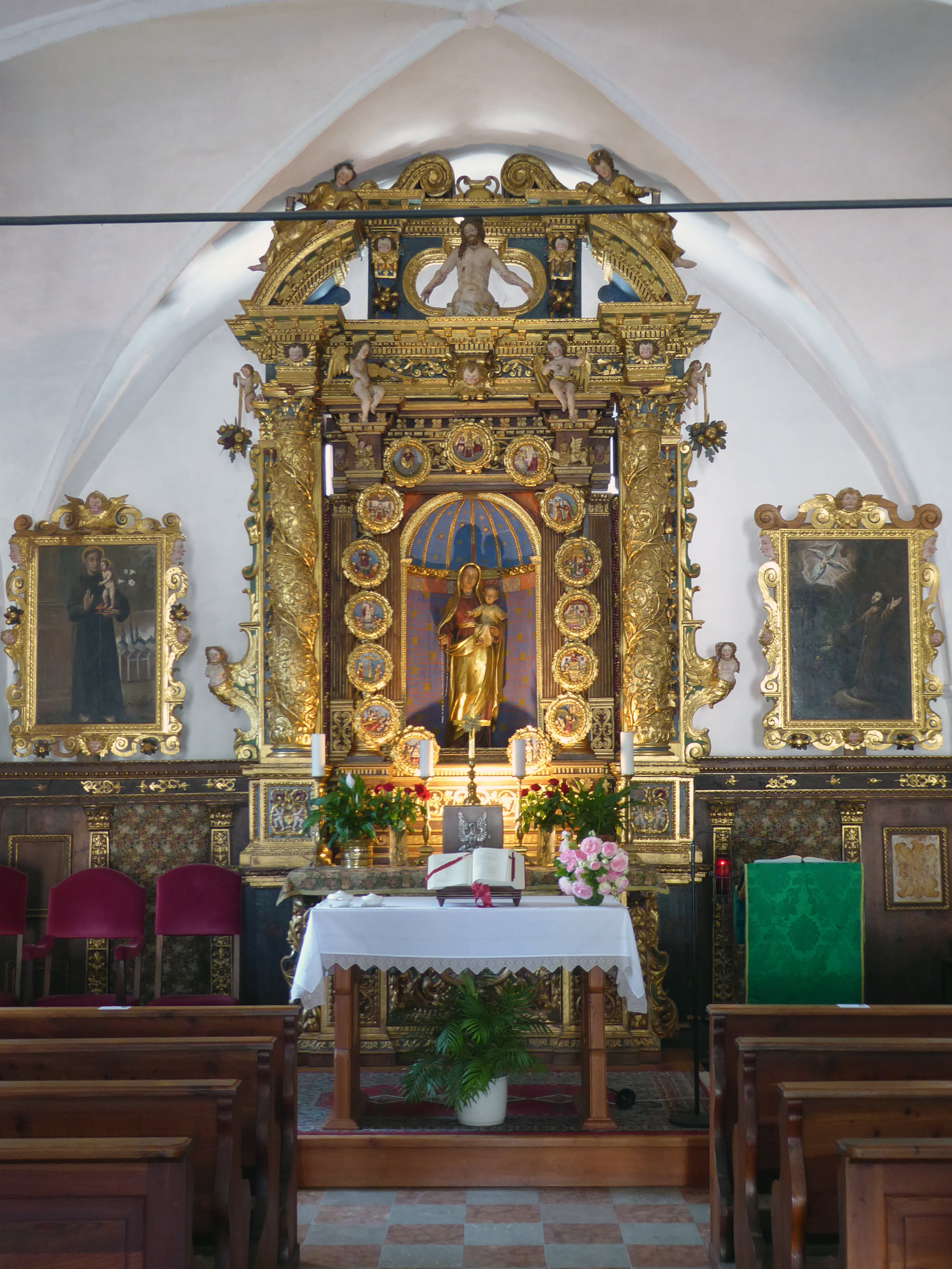
Altare maggiore

La chiesa, da indagini documentali, dovrebbe essere stata eretta durante l'XI secolo o in tempi di poco posteriori.
I monaci agostiniani attorno al 1235 avevano già costruito un piccolo ospedale accanto alla chiesa e nel 1236, con una bolla papale, Gregorio IX dichiarava di prendere sotto la sua protezione il luogo sacro, citando esplicitamente la chiesa e la sua dedicazione a Maria.
Nel 1244 sia l'ospedale sia la chiesa diventarono proprietà dei monaci agostiniani legati a Denno e circa quaranta anni dopo la struttura cambiò ancora di proprietà, entrando nelle disponibilità di Corrado da Tscheves, membro dell'Ordine teutonico.
Iniziò un periodo di lento declino e la visita pastorale del 1537 del cardinale Bernardo Clesio, principe vescovo di Trento, denunciò tale situazione di progressivo degrado.
La confraternita del Rosario nel 1553 intervenne e restaurò ed ampliò l'antica chiesa. 
Nuovi lavori vennero fatti nel 1615, e furono probabilmente una conclusione di quanto iniziato oltre sessanta anni prima.
Nel 1616, a lavori ultimati, venne celebrata la consacrazione dal vescovo suffraganeo Pietro Belli.
Tra 1747 e 1752 la confraternita provvide a sopraelevare la torre campanaria, e poi, a breve intervallo di tempo, la sua cuspide venne riparata dai danni subiti a causa di un fulmine e l'intera chiesa venne restaurata per riparare i danni causati da un terremoto.
Negli ultimi decenni del XX secolo fu installato un sistema di allarme contro le intrusioni, poi sostituito con uno più moderno, e nel 2013 si intervenne con un restauro conservativo nella zona presbiteriale.